# Jeu de paume de l'Étoile
Le Jeu de paume de l’Étoile est un bâtiment bâti au début du XVIIe siècle qui abrite un jeu de paume renommé, avant d'être transformé en théâtre par les Comédiens Français en 1686. Localisé au 14 de l'actuelle rue de l'Ancienne-Comédie dans le 6e arrondissement de Paris, il devient l’hôtel des Comédiens du Roi jusqu'en 1770. Devenus vétustes, les bâtiments sont ensuite progressivement détruits et reconvertis en logements, ateliers et bureaux.

## Un jeu de paume (env.1600-1688)
En 1866-1877, le Larousse cite le jeu de paume de l’Étoile parmi les sept plus réputés de l’époque dans la capitale. 
La salle de jeu de paume est construite au début du siècle par Louis Audran, un officier de Louveterie d’Henri IV, sur un terrain que lui donne Henri IV au Faubourg St Germain, pour le récompenser de son talent lors des parties de jeu de paume qu’il jouait contre lui ou contre les meilleurs joueurs parisiens. Son père, Adam Audran, maître paumier, lui a probablement enseigné son art. Louis Audran décède lors du siège de la Rochelle en 1625. 
En 1628, la salle appartient à deux maîtres paumiers, Jean Binart et Jean Godrot. Au décès du premier, un conseil de famille autorise son fils mineur à vendre sa part.
En 1636, le jeu de paume est vendu à Catherine de Mongison, la veuve d'Etienne Regnault, un maître couvreur de toits, bourgeois de Paris, qui possède déjà plusieurs maisons dans la rue. Par diverses donations ou successions, ce sont leurs petits enfants, Etienne et François Ledoux qui possèdent les bâtiments en 1688.
L'attrait du jeu de paume a alors bien faibli en France, car Louis XIV a totalement délaissé ce jeu au profit du billard. Les salles, seuls endroits suffisamment vastes pour accueillir les spectateurs, trouvent des revenus complémentaires en accueillant des spectacles en soirée, après les parties de jeu de paume. De nombreuses salles finissent par être transformées complètement en théâtre.

## La salle de la Comédie Française (1689-1770)
C'est ainsi que, le 8 mars 1688, le jeu de paume de l’Étoile est vendu  par les deux frères Ledoux aux Comédiens Français. 
Les comédiens ne se contentent pas d'aménager la salle en théâtre, ils font détruire le bâtiment, ainsi que deux maisons adjacentes, et confient la construction d'un nouveau théâtre à l’architecte François II d'Orbay. La salle est inaugurée le 18 mars 1689 avec Phèdre et Le Médecin malgré lui. 
Cette salle est appelée Hôtel des Comédiens ordinaires du Roi, mais également salle du jeu de paume de l’Étoile, ou salle de la rue des Fossés Saint-Germain, du nom de la rue quand les Comédiens s'y sont installés. 
Elle reste la salle de la Comédie Française jusqu'en 1770, date à laquelle les installations devenues trop vétustes pour accueillir du public, poussent les Comédiens à rechercher un nouvel emplacement. 

Planches de l'Encyclopédie Diderot, Vol10 (1772), Théatres, Comédie Française, Dover reprint 1995
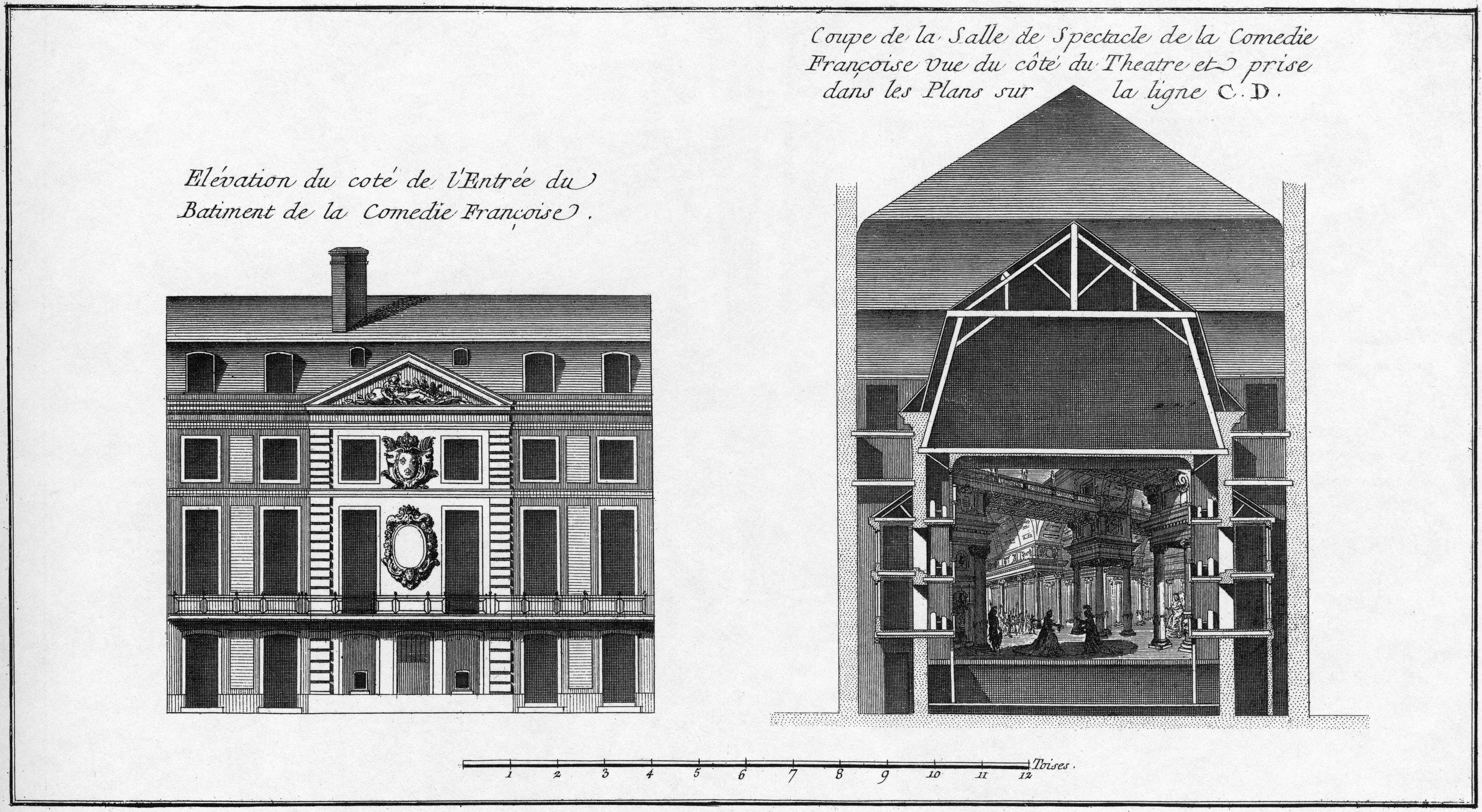
Élévation et coupe transverse.
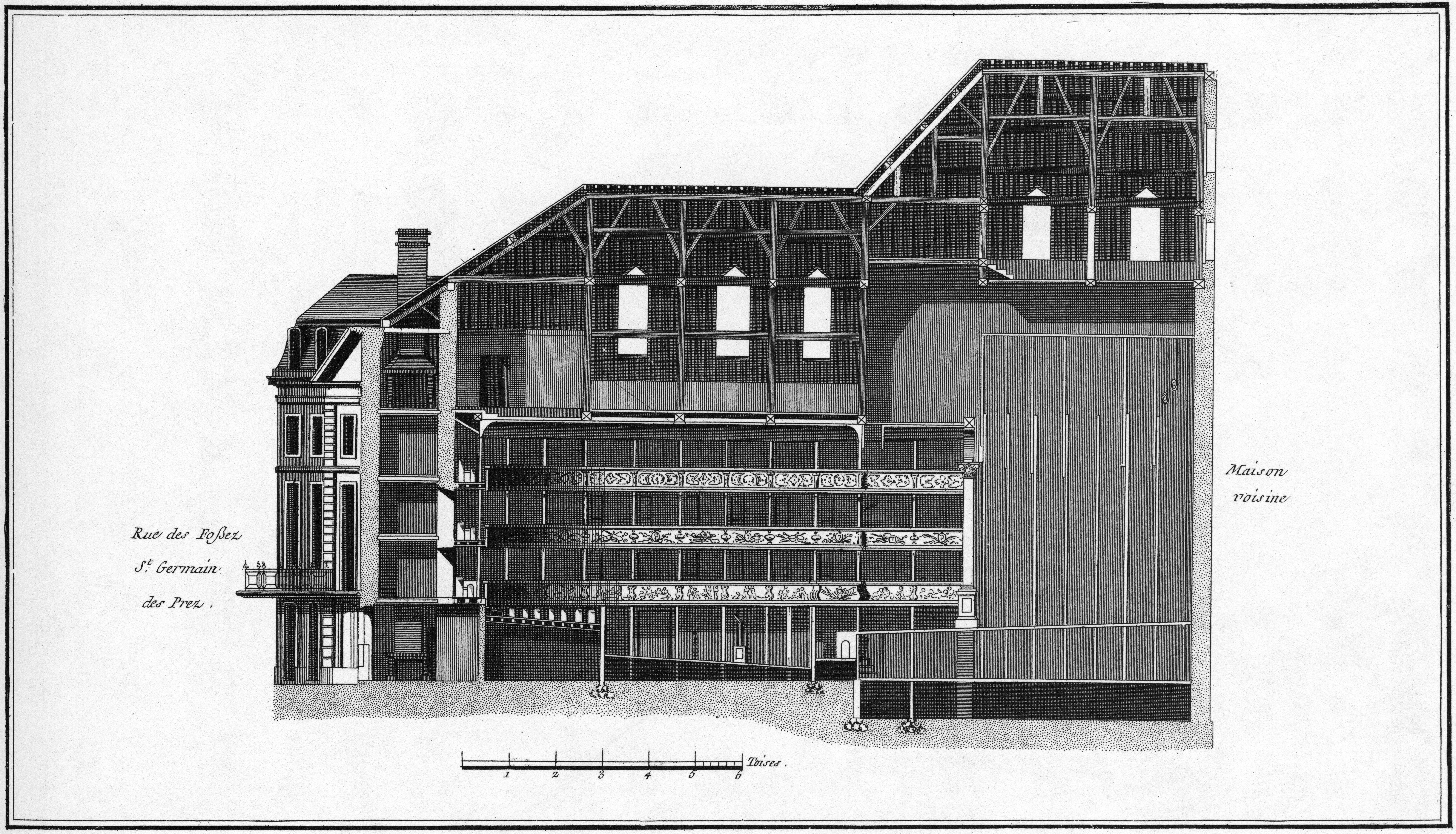
Coupe longitudinale.
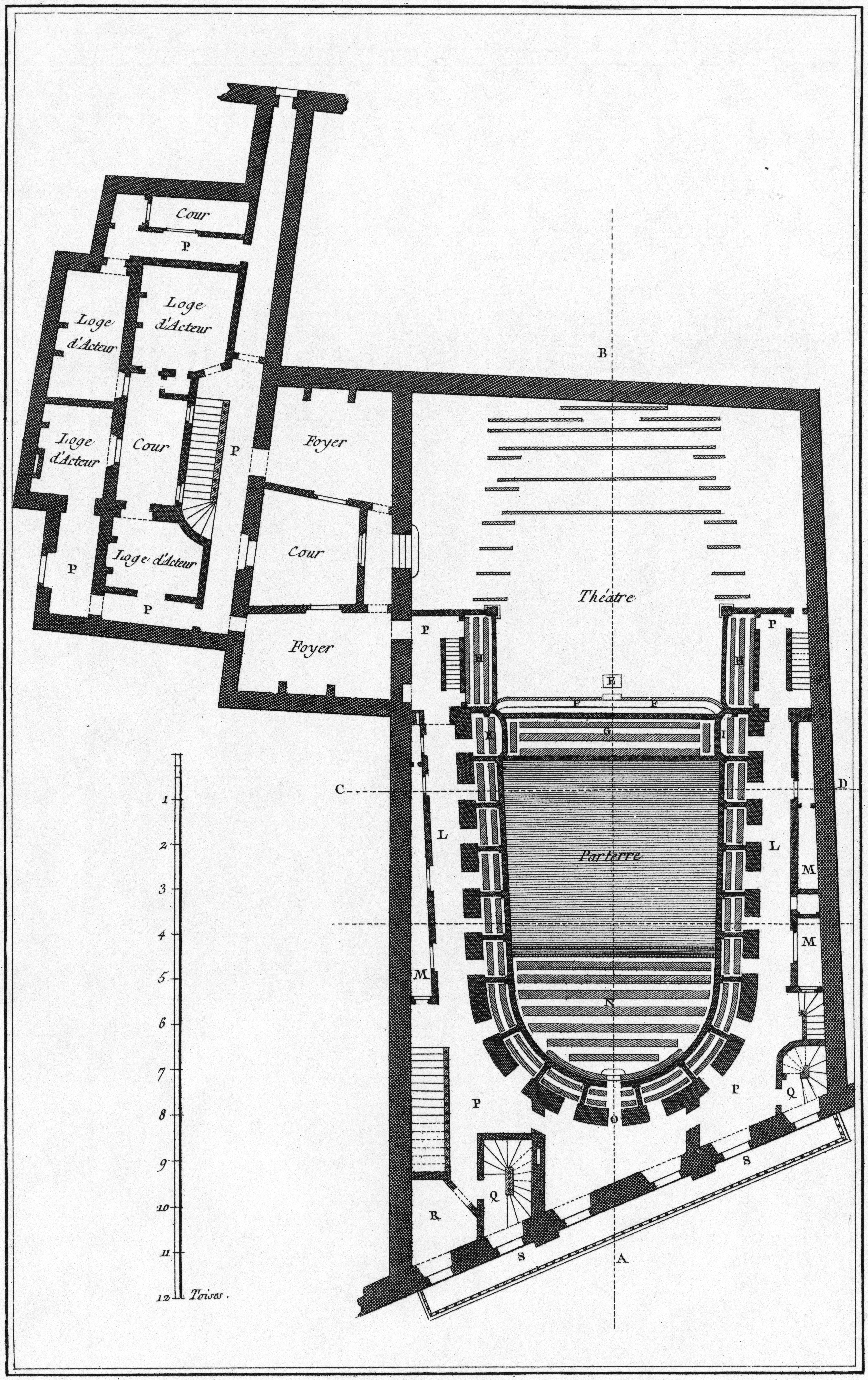
Plan de l'étage principal.
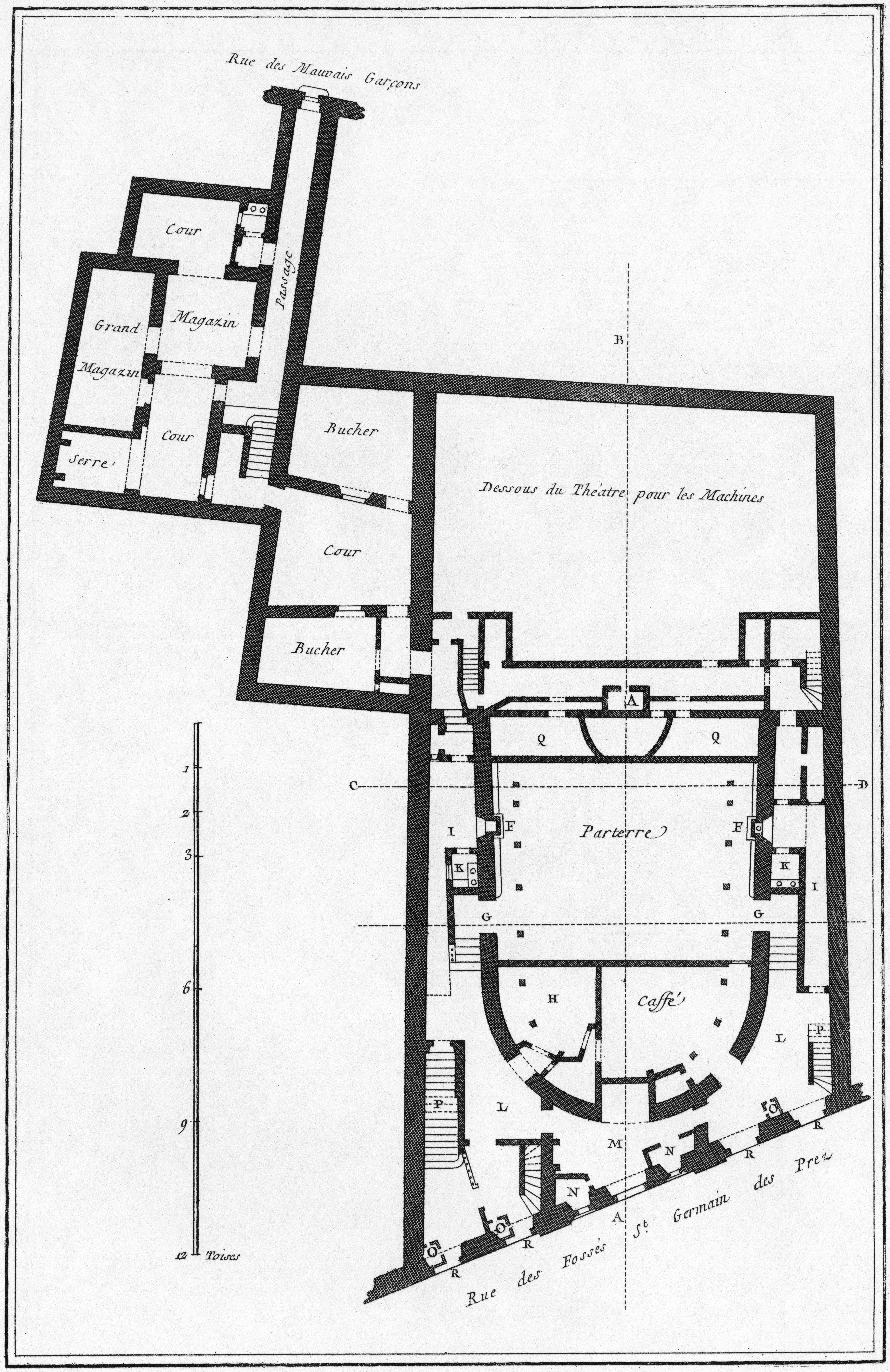
Plan du rez-de-chaussée.

## Un immeuble de rapport (1770-)
Après le départ de la Comédie Française, et au fil du temps, le bâtiment est profondément modifié, tout en conservant des éléments historiques. 
La salle est détruite et remplacée par une cour. Sur la rue, les bâtiments contenant les distributions et le foyer sont transformés en logements et boutiques. A l'arrière de la cour, la scène devient un atelier de décors, puis de stockage et à la fin du XXe siècle des bureaux. 
Par arrêté du 29 mars 1928, le haut-relief original représentant Minerve replacé sur la façade coté rue, est inscrit aux monuments historiques.
En 1834, la rue prend le nom de « rue l'Ancienne Comédie ». 
En 1886, le conseil municipal décide d'apposer une plaque commémorative sur la façade, qui est toujours présente.
En 2021, le bâtiment au fond de la cour est réhabilité profondément pour y créer quatre logements et deux bureaux, tout en mettant en valeur la toiture et la charpente préservées.

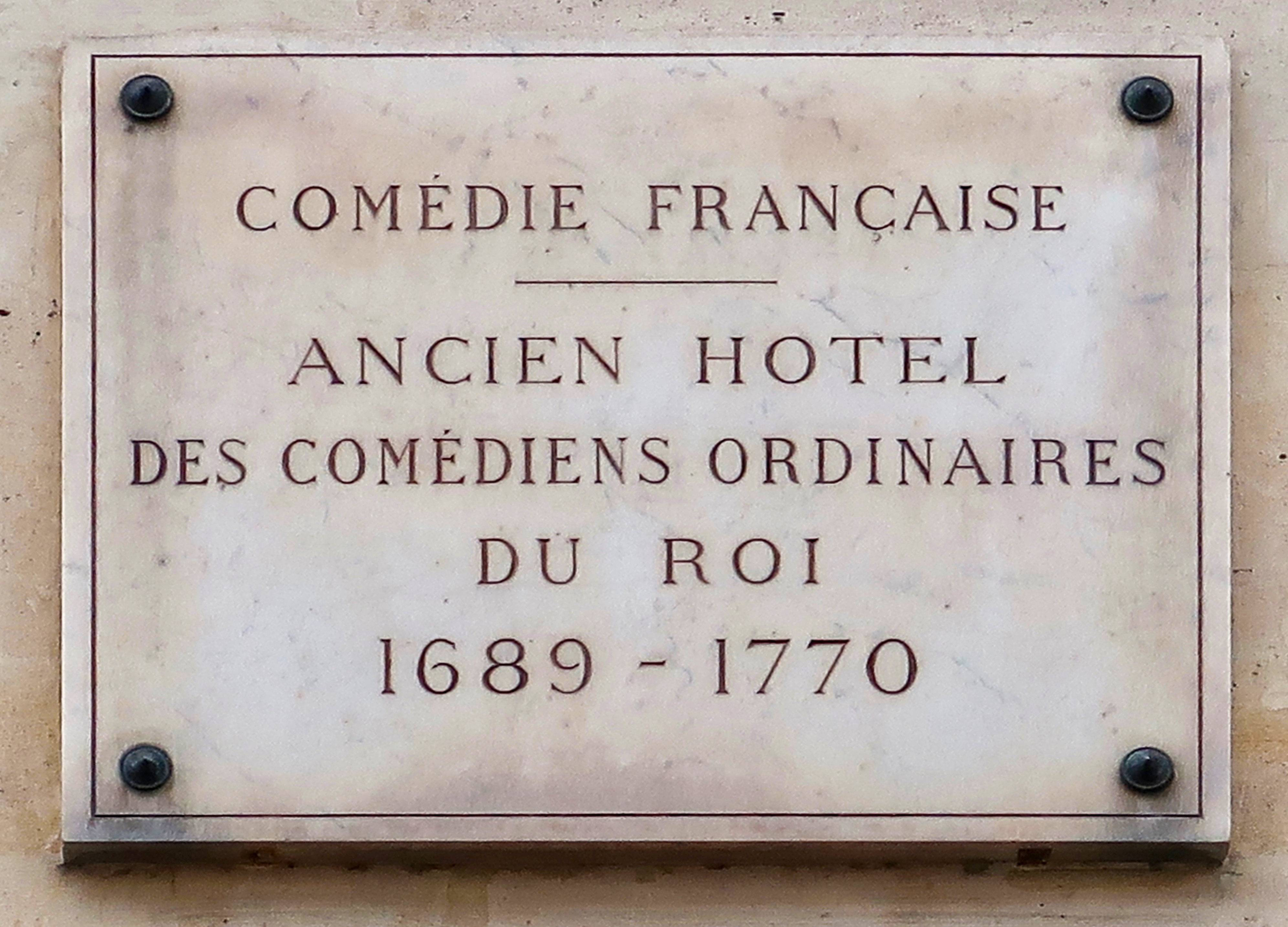